# Conopomorphina aptata
Conopomorphina aptata är en fjärilsart som först beskrevs av Edward Meyrick 1914.  Conopomorphina aptata ingår i släktet Conopomorphina och familjen styltmalar. Inga underarter finns listade i Catalogue of Life.